# 1938年中国
| 中国历史 / 中国历史年表                                                                                                   |
| 世紀： 19世纪中国 / 20世纪中国 / 21世纪中国                                                                               |
| 年代： 1900年代中国 / 1910年代中国 / 1920年代中国 / 1930年代中国 / 1940年代中国 / 1950年代中国大陆 / 1960年代中国大陆     |
| 年份： 1934年中国 / 1935年中国 / 1936年中国 / 1937年中国 / 1938年中国 / 1939年中国 / 1940年中国 / 1941年中国 / 1942年中国 |
| 纪年： 戊寅年（虎年）、中华民国27年                                                                                       |

## 大事記

### 1月
- 1月1日——中國國民黨中央常務委員會第六十二次會議議決，兼行政院長蔣介石辭職照准，選任孔祥熙為行政院長，所遺行政院副院長一職，選任張群繼任；國民政府調整中央行政機構：一、改實業部為經濟部，建設委員會及全國經濟委員會之水利部分，與軍事委員會之第三部、第四部均併入該部；前軍事委員會之農產調整委員會、工礦調整委員會，改隸經濟部；二、鐵道部併入交通部，全國經濟委員會之公路部分亦併入交通部；三、衛生部改隸內政部，全國經濟委員會之衛生部分，併入衛生署；四、海軍部暫行裁撤，其所轄事務，併入海軍總司令部辦理；國民政府令：免教育部長王世杰、交通部長俞飛鵬、鐵道部長張嘉璈本職，特任陳立夫為教育部長、張嘉璈為交通部長、翁文灝為經濟部長[1]:5725。
- 1月7日——鄧小平在洪洞參加北方局和集總（八路軍番號為第十八集團軍，故八路軍總部簡稱「集總」）召開的中央軍委華北軍分會會議[2]:24。
- 1月10日——國防最高會議常務委員會特任何應欽任軍事委員會參謀總長，白崇禧任副參謀總長，徐永昌任軍令部長，何應欽兼任軍政部長，白崇禧兼任軍訓部長，陳誠任政治部長；日軍攻陷青島[1]:5733。
- 1月11日——日本御前會議通過〈處理中國事變的根本方針〉，決定：「如中國現中央政府不來求和，則今後帝國不以此政府為解決事變的對手，將扶助建立新的中國政權，與此政權簽訂調整兩國邦交關係的協定，協助新生的中國的建設。對於中國現中央政府，帝國採取的政策是設法使其崩潰，或使它歸併於新的中央政權。」[3]:385-386
- 1月12日——中國國民黨中央常務委員會第六十四次會議決議：國民政府委員班禪逝世，遺缺選任陳濟棠充任[1]:5735。
- 1月14日——經國民政府法院将韓復榘判處死刑，之後槍決[4]。
- 1月16日——日本首相近衛文麿發表聲明，今後不以國民政府為交涉對象[5]:113。近卫文麿发表由大本營和政府聯席會議通過之〈不以國民政府為對手的政府聲明〉，公然宣佈「今後不以國民政府為對手，而期望真能與帝國合作的中國新政權的建立與發展，並將與此新政權調整兩國邦交，協助建設復興的新中國」[3]:386，而與各省政府主席簽訂和約[6]:676。
- 1月17日——國民政府改組最高統帥部，軍事委員會直隸國民政府，蔣介石負統率全國海陸空軍，並指揮全體軍民對敵戰之責，以何應欽為總參謀長[5]:113。
- 1月18日——國民政府重申抗日自衛立場，保障領土與主權之完整[5]:113。國民政府發表〈維護領土主權及行政完整的聲明〉，嚴正表示「必竭全力以維持中國領土主權與行政之完整。任何恢復和平辦法，如不以此原則為基礎，決非中國所能忍受」[7]。
- 1月23日——國民政府以韓復榘違反戰時軍律，明令褫奪陸軍二級上將原官及一切榮譽勳典，令免山東省政府主席本兼各職，任命沈鴻烈為山東省政府主席；韓復榘交軍事委員會提付軍法審判，蔣介石派何應欽為審判長，鹿鍾麟、何成濬為審判官，徐業道、賈煥臣為軍法官[1]:5745。
- 1月24日——韓復榘被判處死刑，晚7時在武昌執行槍決[1]:5745-5746。
- 1月26日——國民政府任命李宗仁為安徽省政府委員兼主席，原任蔣作賓應免本兼各職[1]:5747。
- 1月27日——國民政府特派沙克都爾札布為蒙旗宣慰使，並在榆林組設蒙旗宣慰使公署[1]:5748。
- 1月29日——行政院決議：新任四川省政府主席張群未到任前，省政暫由省府秘書長鄧漢祥代理，川康綏靖公署主任由綏靖公署總參議鍾體乾代理[1]:5749。

### 2月
- 2月2日——國民政府明令改組河南省政府，河南省政府委員兼主席商震、委員兼民政廳長李培基、委員兼建設廳長張靜愚均免本兼各職，任命程潛兼河南省政府主席，龔浩兼建設廳長，方策兼民政廳長；蔣介石令稅警總團改編為陸軍第四十師，以黃杰為師長[1]:5752。
- 2月3日——徐州會戰揭幕[1]:5752。
- 2月4日——北平「中華民國臨時政府」公布：「行政委員會」下設行政、治安、教育、司法、賑濟五部，各部總長分別為王克敏、齊燮元、湯爾和、朱琛、王揖唐[1]:5753。
- 2月6日——軍事委員會政治部成立，陳誠任部長，黃琪翔、周恩來任副部長，張厲生任秘書長，郭沫若任第三廳廳長[1]:5754。鄧小平在遼縣主持召開129師團以上干部會議[2]:24。
- 2月9日——國民政府特派鹿鍾麟為軍事委員會軍法執行總監，原任唐生智免職；特任陸軍中將張鈁為軍事參議院副院長[1]:5756。
- 2月20日——軍事委員會任命宋哲元為第一戰區副司令長官[1]:5765。
- 2月21日——蔣介石以各路日軍攻勢已餒，令各軍全線反攻[1]:5765。
- 2月24日——國民政府任命程潛兼河南全省保安司令，原兼河南全省保安司令商震應免兼職；同日又令豫皖綏靖公署裁撤；國民政府令林偉儔給予青天白日勳章[1]:5767。
- 2月25日——鄧小平和徐向前副師長到拐兒村參加集總召開會議[2]:25。

### 3月
- 3月4日——中國國民黨中央常務委員會第七十一次會議議決陳立夫辭國民政府委員職照准，選任馬麟為國民政府委員[1]:5771。
- 3月5日——國民政府任命馬步芳為青海省政府主席，原任馬麟免職[1]:5772。
- 3月6日——北平「中華民國臨時政府」任命馬良為「山東省政府省長」[1]:5773。
- 3月7日——日軍攻陷山東威海衛，第20師團一部攻陷山西西南永濟，直抵黃河北岸[1]:5773。
- 3月9日——軍事委員會任命劉峙為第一戰區副司令長官[1]:5773。
- 3月17日——日軍攻陷滕縣，王銘章殉職[1]:5779。
- 3月22日——蔣介石抵鄭州視察軍事[1]:5782。
- 3月24日——蔣介石到徐州視察軍事，決定抽調武漢附近兵團北上增援徐州，以黃杰、桂永清、俞濟時、宋希濂、李漢魂各軍於河南東部歸德、蘭封一帶，並令隨行之副參謀總長白崇禧、軍令部次長林蔚組織臨時參謀，留駐徐州，協助李宗仁策劃作戰[1]:5784。
- 3月27日——蔣介石再莅台兒莊視察，李宗仁、錢大鈞陪同前往，又派陳調元赴徐州前線勞軍，記龐炳勳、張自忠各大功一次；南京「中華民國維新政府」在操縱和監視下在南京成立，舉行典禮後仍返上海辦公，梁鴻志任行政院長，温宗堯任立法院長，許修直任司法院長，內政部長陳群，財政部長陳錦濤，外交部長陳箓（後被刺，由梁鴻志兼任），綏靖部長任援道，教育部長陳則民，實業部長王子惠，交通部長梁志鴻兼任，司法部長胡礽泰[1]:5787-5788。
- 3月28日——蔣介石視察台兒莊前線後返抵漢口，下令山西、河南、山東、安徽、江蘇、浙江各省同時實行反攻，並頒令嘉勉湯恩伯、張自忠、龐炳勳；軍事委員會任命萬福麟為第二十六軍團軍團長[1]:5788-5789。
- 3月29日——中國國民黨舉行臨時全國代表大會於武昌，至4月1日閉幕[5]:116-117。
- 3月30日——國民政府明令撤銷張自忠撤職查辦處分：「張自忠前經明令撤職查辦，茲據軍事委員會呈稱，此次臨沂之役，該員奮勇殲敵，樹立柯勳，擬請撤銷前令，以資鼓勵等情。張自忠撤職查辦處分應准撤銷。」[1]:5792

### 4月
- 4月1日——中國國民黨臨時全國代表大會在武昌舉行第四次會議，蔣介石、馮玉祥、孔祥熙主席，決議：一、制定《抗戰建國綱領》，二、選舉蔣介石為中國國民黨總裁、汪精衛為副總裁，三、成立國民參政會，四、設立三民主義青年團；蔣介石電李宗仁等：「對於台兒莊之離務須殲滅。倘兵力不足可用援軍，並須注意步炮協同。」[1]:5795-5796。
- 4月2日——蔣介石致電第二十軍團軍團長湯恩伯：「……晉南、豫北之敵，不惜放棄既得地區，抽出兵力，以圖策應，均足證明敵人對對於魯南會戰之重視，及其危殆之程度。仰我英勇戰士，其各認清本會戰之重要性，並我軍將獲全勝之現狀，嚴令所屬作最大之努力，為戰略上適切之協同，促成絕對的勝利，以全全局。」[1]:5797
- 4月7日——台兒莊大捷，凌晨國軍衝出台兒莊向北追擊，劉家莊、三里莊日軍大部殲，餘敵向嶧縣、棗莊退走：國軍傷亡3萬餘人，斃傷日軍萬餘人，繳獲步槍萬餘支，輕重機槍931挺，炮77門，戰車40輛，大炮50門[1]:5804。
- 4月18日——日軍進攻徐州[1]:5811。
- 4月19日——日軍攻陷臨沂[1]:5811。
- 4月21日——蔣介石到徐州指示作戰方略，次日視察台兒莊戰場[1]:5812。
- 4月22日——蔣介石通令前方將士，務當再創魯南來犯之敵[1]:5813。
- 4月23日——日本華北方面軍下達徐州會戰令[1]:5814。
- 4月26日——鄧小平與劉伯承等送徐向前去河北南部開辟冀南軍區，發展平原游擊戰爭[2]:26。

### 5月
- 5月11日——日軍攻陷廈門[1]:5825。
- 5月12日——蔣介石自漢口赴鄭州部署軍事；國民政府特任楊杰為駐蘇大使，原任蔣廷黻免職[1]:5825-5826。
- 5月13日——日軍攻陷合肥[1]:5827。
- 5月16日——陳誠在漢口舉行外國記者會，揭露日軍使用毒氣、毒物殘害中國軍民[1]:5830。
- 5月17日——日軍炮擊徐州城，第五戰區長官司令部中彈，晚7時李宗仁率司令部自徐州突圍[1]:5830。
- 5月19日——徐州會戰結束，劉汝明第六十八軍掩護各部撤退完畢，於是日放棄徐州[1]:5831。日軍攻陷徐州[5]:114。
- 5月23日——日軍攻陷蘭封[1]:5834。
- 5月29日——日軍攻陷歸德[1]:5838。
- 5月30日——蔣介石委薛岳為第一戰區前敵總司令[1]:5838。

### 6月
- 6月1日——蔣介石在武漢召開最高軍事會議，決定豫東守軍向豫西山地作戰略轉移，同時秘密決定決黃河堤以阻日軍西進，並指定由第二十集團軍總司令商震負責督工實施[1]:5839。
- 6月4日——軍事委員會任命劉汝明為第二十八軍團軍團長[1]:5842。
- 6月5日——日軍攻陷開封[5]:114。蔣介石電令李漢魂為第二十九軍團軍團長，6月15日該部由河南調守江西[1]:5843。
- 6月6日——凌晨，日軍第14師團以重炮轟毁開封北城，旋以坦克掩護步兵衝入城內，遂攻陷開封，國軍宋肯堂師退向中牟，日軍隨即向中牟急進；蔣介石「麻（6日）電」頒布武漢衛戍區戰鬥序列，任命薛岳為武漢衛戍區第一兵團總司令，自6月10日起，解除第一戰區前敵總司令職，今後戰局轉趨長江兩岸，蘭封會戰結束[1]:5844。
- 6月7日——黃河花園口決堤開工，蔣在珍移駐花園口，監督決堤工程；軍事委員會任命孫桐萱為第三集團軍總司令，曹福林為第三集團軍副總司令，于學忠為第五集團軍總司令[1]:5845。
- 6月8日——軍事委員會任湯恩伯為第三十一集團軍總司令[1]:5846。
- 6月9日——蔣在珍部在花園口決堤成功，是日放水，140萬災民無家可歸，日軍約4個師團陷於泛區，損失達兩個師團以上[1]:5846。
- 6月12日——日軍攻陷安慶，武漢會戰開始[1]:5848。
- 6月14日——蔣介石命令編組第九戰區，派陳誠為司令長官，仍兼武漢衛戍司令部；國民政府任命何成濬為軍事委員會軍法執行總監，原任鹿鍾麟免職；軍事委員會任盧漢為第三十軍團軍團長，萬耀煌為第十五軍團副軍團長[1]:5848-5849。
- 6月15日——國民政府任陳誠為湖北省政府主席，原任何成濬職；任命蔣鼎文為陝西省政府主席，原任孫蔚如免職；任命王郁駿代理黃河水利委員會委員長，原任孔祥榕免職[1]:5849。
- 6月16日——蔣介石以三民主義青年團團長名義，發表《為組織三民主義青年團告全國青年書》；中國國民黨中央公布《三民主義青年團團章》，凡15章71條[1]:5850。
- 6月17日——日軍攻陷潛山；軍事委會任命關麟徵為第三十二軍團軍團長[1]:5850-5851。
- 6月20日——軍事委員會任命第二十三集團總司令唐式遵為第三戰區副司令長官[1]:5852。
- 6月21日——國民政府公布，中國國民黨中央常會選任汪精衛為國民參政會議長，張伯苓為副議長，定於7月1日召開國民參政會；軍事委員會任命孫蔚如為第三十一軍團軍團長，李默庵為第三十三軍團軍團長；南京「中華民國維新政府」各機關自上海遷南京辦公[1]:5852-5853。
- 6月22日——國民政府特派王世杰、彭學沛為國民政參會正、副秘書長[1]:5853。
- 6月24日——軍事委員會委員長武漢行營裁撤；軍事委員會任命上官雲相為第三十二集團軍總司令[1]:5854。
- 6月26日——日軍攻陷馬當要塞[1]:5855。
- 6月27日——軍事委員會任命彭進之為第十七軍團副軍團長[1]:5856。
- 6月29日——日軍攻陷彭澤；軍事委員會任命王東原為第三十四軍團軍團長[1]:5857。

### 7月
- 7月4日——日軍攻陷湖口；國民政府明令規定每年7月7日為抗戰建國紀念日[1]:5862。
- 7月5日——蔣介石電程潛、閻錫山、顧祝同、李宗仁，指示第一、二、三、五戰區開展游擊戰，謂：「……現值青紗帳起，正游擊最好時期，各該戰區指定擔任游擊部隊應積極行動，努力襲擊敵人，盡量破壞交通、通信，以分散進攻武漢兵力。若認為游擊實力不足時，須酌量增派，務使徹底遮斷敵交通線為要。盼速擬定部署，確切實施具報。」[1]:5863-5864
- 7月8日——蘆溝橋事變之團長吉星文，升任陸軍第三十七師師長[1]:5869。
- 7月9日——三民主義青年團在武昌成立[1]:5869。
- 7月15日——軍事委員會任命許紹宗第二十九集團軍副總司令[1]:5873。
- 7月16日——鄧小平與徐向前、宋任窮等會見美國駐華大使館海軍武官伊·福·卡爾遜，向他介紹冀南抗日情況[2]:26。
- 7月17日——軍事委員會任命白崇禧代理第五戰區司令長官職，是日白於商城城北之岳家祠堂就職[1]:5875。
- 7月23日——日軍攻陷九江[5]:114。
- 7月25日——蔣介石兼任第四戰區司令長官[1]:5879。
- 7月26日——日軍攻陷九江、小池口、太湖；南京「中華民國維新政府」任命江洪杰為交通部長，原任梁志鴻免兼職；「中華民國維新政府」交通部次長胡祁太為地方行政部長[1]:5880-5881。
- 7月27日——軍事委員會任命石友三為第十軍團軍團長[1]:5881。
- 7月28日——鄧小平親自領導冀南抗日武裝整編[2]:26。

### 8月
- 8月3日——南潯會戰開始[1]:5886。
- 8月4日——日軍攻陷黃梅；國民政府駐漢口各行政機關全部遷移重慶[1]:5887。
- 8月5日——軍事委員會任命吳奇偉為第九集團軍總司令，李延年為第十一軍團軍團長，樊崧甫為第十二軍團軍團長，俞濟時為第三十六軍團軍團長，王敬久為第三十七軍團軍團長[1]:5889。
- 8月14日——鄧小平指導冀魯豫邊區省委召開各地縣代表會議，將冀南軍政委員會改選為冀南行政主任公署，楊秀峰任主任，宋任窮任副主任；8月25日，離開冀南[2]:27。
- 8月29日——日軍攻陷六安、霍山[1]:5901-5902。
- 8月30日——軍事委員會任命王家烈為第二十軍團副軍團長[1]:5902。

### 9月
- 9月4日——國民政府通令將行政年度改用「曆年制」，即從每年1月1日至12月31日為一年度，以與會計計年度相一致[1]:5905。
- 9月5日——軍事委員會任命高蔭槐為第三十軍團副軍團長[1]:5906。
- 9月6日——日軍攻陷廣濟、固始[1]:5906。
- 9月11日——日軍攻陷富金山[1]:5909。
- 9月12日——日軍攻陷西孤嶺[1]:5909。
- 9月15日——軍事委員會任命蔣百里為陸軍大學代理校長[1]:5911。
- 9月20日——蔣介石令武漢衛戍總司令部改由軍事委員會直轄，以羅卓英為總司令，陳誠專任第九戰區司令長官，全力指揮江南戰事[1]:5914。
- 9月23日——軍事委員會任命葉肇為第三十八軍團軍團長[1]:5916。
- 9月29日——軍事委員會任命鄧龍光為第二十九軍團副軍團長[1]:5919。

### 10月
- 10月1日——軍事委員會任命龍雲為第一集團軍總司令[1]:5921。
- 10月6日——國民政府任命察哈爾省建設廳長張厲生為代理察哈爾省政府主席[1]:5924。
- 10月7日——薛岳兵團向萬家嶺總攻，與日第106師團在長嶺、張古山一帶高地激戰，卒將該敵擊潰，克復張古山、長嶺[1]:5925。
- 10月12日——日軍攻陷信陽，自武勝關移兵南下[5]:114。日軍登陸大亞灣[5]:114。
- 10月14日——廣東省政府及廣州市政府決定移廣東北部翁源，10月19日廣東省政府主席吳鐵城及市長曾養甫赴翁源，10月29日廣東省政府再移連縣[1]:5930-5931。
- 10月21日——日軍攻陷廣州[5]:114。國軍棄守廣州[1]:5934。
- 10月25日——國軍棄守漢口，武漢會戰結束[1]:5937。
- 10月26日——日軍攻陷武昌[1]:5938。
- 10月27日——國立師範學院（今湖南師範大學前身）成立於湖南省安化縣藍田鎮（今湖南省漣源市藍田街道），國民政府教育部正式任命廖世承為首任院長。
- 10月30日——蔣介石抵南昌，批准薛岳兵團撤至修水南岸之計劃，飭第九集團軍總司令吳奇偉統一執行[1]:5941。

### 11月
- 蔣介石再次重申要「以四川作為最後的根據，北固陝西，南控滇、黔、桂諸省。穩扎穩打。同時促進國際變化，以求盟友。如此日本一定多行不義必自斃」[1]:5959。
- 11月11日——日軍攻陷岳陽，入湖南北部[5]:114。
- 11月13日——長沙大火[1]:5950。
- 11月16日——蔣介石自南岳巖到長沙，11月18日下令逮捕長沙警備司令酆悌、警備第二團團長徐崑、省會警察局長文重孚，交軍法會審[1]:5951。
- 11月20日——長沙警備司令酆悌、警備第二團團長徐崑、省會警察局長文重孚，分別以瀆職殃民及放棄職守罪判處死刑，是日於長沙執行槍決[1]:5953。
- 11月25日——軍令部在湖南南巖召開軍事會議[1]:5956。
- 11月30日——蔣介石下令中等以上學校組織學生軍，蔣自兼總司令，教育部長及軍委會軍訓部長為副總司令，各省主席各區司令，各校校長為分隊長[1]:5959。

### 12月
- 日本首相近衞文麿發表第三次對華聲明，闡明日本政府同「新生的中國」調整關係總方針[1]:5970。
- 12月1日——蔣介石由衡陽抵達桂林[1]:5960。
- 12月3日——軍事委員會委員長桂林行營成立，白崇禧兼主任[1]:5961。
- 12月14日——武漢衛戍總司令羅卓英抵南昌，與薛岳換防[1]:5966。
- 12月16日——蔣介石應汪精衛之請，扶病同汪單獨晤面，談約半小時；汪以彼此政見不合，提出「聯袂辭職，以謝天下」逼蔣，遭拒，談話不歡而散[1]:5967。
- 12月17日——國民政府派許世英為中央救災備金保管委員會委員長[1]:5968。
- 12月18日——汪精衛偕其妻陳璧君自重慶出至昆明[1]:5968。
- 12月19日——汪精衛出至河內，周佛海、陶希聖、陳璧君同往，旋國民政府派正在河內之外交部長王寵惠見汪精衛，又派陳布雷前往河內勸汪改弦易轍，被汪精衛拒絕[1]:5968-5969。龍雲電呈蔣介石：「重慶，委員長蔣鈞鑒：僭密。汪副總裁於昨日到滇，本日身感不適，午後二時半已離滇飛航河內。昨夜及臨行時兩次電詳呈。職龍雲。效秘印」[8]:266-267。
- 12月20日——中國國民黨四川省黨部主任委員陳公博自成都飛昆明，即轉飛河內，追隨汪精衛[1]:5970。
- 12月23日——國民政府令免廣東省政府委員兼主席吳鐵城本兼各職，任命李漢魂為廣東省政府委員兼主席並兼民政廳長[1]:5970。
- 12月24日——蔣介石自西安飛返重慶，請顧問端納通知英國、美國大使館，汪精衛絕對無權和任何人談判和平，並謂：「中國不但沒有想到與日本談和，並且現在正準備作大規模之抵抗。」[1]:5971
- 12月25日——軍事委員會任命張發奎為第四戰區代理司令長官；中國文化服務社成立，由中國國民黨中宣部發起創辦，王世杰任董事長，劉百閔任社長，程希孟任總編輯，總社設重慶，各地分支社共616個；汪精衛自河內致電駐英大使郭泰祺，宣稱：「日方所提尚非亡國條件，應據以交涉，謀和平而杜共禍，擬向中央以去就力爭，故暫離渝。」[1]:5971-5972。
- 12月26日——蔣介石在重慶國民政府紀念周發表長篇演說，對汪精衛離開重慶有所解釋，略謂：汪精衛「此次離渝而赴河內實為轉地療養，純系個人行動，毫無政治意味，此行不僅與軍事委員會無關，即於中央與國民政府亦皆毫無關係」[1]:5972。
- 12月29日——汪精衛在河內致「中央黨部蔣總裁暨中央執監委員諸同志」的叛國「艷（29日）電」，稱日本首相近衛12月22日對華第三次聲明，「惟欲按照中日平等之原則，以謀經濟提㩦之實現，則對此主張應在原則上予以贊同，並應本此原則，以商訂各種具體方案」，要求國民政和蔣介石「應以此為根據，與日本政府交換誠意，以期恢復和平」；按「艷電」由陳公博、周佛海、陶希聖三人通過森柏生發表於12月31日之香港《南華早報》[1]:5973。